# Gertruda Milerská
Gertruda Milerská, roz. Lachsová (* 1933 Třinec) je od roku 2016 čestnou občankou města Třince. Toto ocenění jí bylo uděleno jako zvláštní projev úcty a obdivu za způsob, jak během druhé světové války čelila životním útrapám způsobeným holokaustem, a také za sportovní reprezentaci města, především v běhu na lyžích a též v plavání a kajakářství.
Narodila se ve smíšené židovsko-katolické rodině. Její otec vyráběl deštníky a společně s její matkou provozovali malý obchůdek. Po obsazení československého území Německem byl její otec transportován do koncentračního tábora, z něhož se již nevrátil, a její matka byla ponechána v nejistotě, zda ji a její dvě dcery nepotká stejný osud. Kvůli těmto obavám začala obě dcery ukrývat, a tak Gertruda se svou sestrou prakticky celou okupaci prožily ve sklepních prostorech různých domů. Za této situace se často potýkaly s nedostatkem potravy. Během ukrývání je však jejich matka naučila číst, psát a počítat, což jim po válce umožnilo, aby pokračovaly ve školním vzdělávání společně se svými vrstevníky.
Po válce jako členka lyžařského oddílu Třineckých železáren reprezentovala své město na krajských a celostátních přeborech v běhu na lyžích. Čtyřicet let pracovala v Třineckých železárnách jako dělnice elektrotechnických dílen a společně se svým manželem vychovala dvě děti. Po sametové revoluci se stala členkou židovského sdružení „Ukrývané dítě – Hidden Child“ a od roku 2001 je vedena Ministerstvem obrany ČR jako účastník národního boje za osvobození a československý politický vězeň v období od 27. 10. 1939 do 5. 5. 1945.